# Sogno e adorazione dei Magi
Il Sogno e Adorazione dei Magi è un gruppo scultoreo che adorna la lunetta del portale dell'abbazia di San Mercuriale a Forlì.
Le figure sono caratterizzate da uno spiccato rilievo, e danno l'impressione, a chi guarda dal basso, di essere vere e proprie statue a tutto tondo, che emergono dalla lunetta marcatamente profonda. La stella si distingue perché è un elemento di recupero, proveniente da un blocco di marmo più antico come dimostrano le tracce di un'antica epigrafe sul retro.
Difficile una esatta datazione del gruppo. L'abbazia è stata completamente ricostruita fra il 1178 e il 1180, ed è perciò ipotizzabile che le sculture siano entrate a far parte del portale nei primissimi anni del XIII secolo.

## Storia
A lungo il ciclo scultoreo è stato attribuito a Wiligelmo o a ignoti artisti locali. Negli ultimi decenni si è invece consolidata, e oggi ampiamente accettata, l'attribuzione dell'opera al ferrarese Maestro dei Mesi. Tale riconoscimento non è di marginale importanza, soprattutto in considerazione del fatto che per lungo tempo l'altorilievo è stato considerato un lavoro di un artista locale.
L'unico che, in tempi passati, aveva intuito la bellezza e l'importanza del ciclo scultoreo è stato lo studioso Adolfo Venturi che, studiandolo, aveva attribuito l'opera ad uno scolaro dell'Antelami, individuandone rapporti con l'Adorazione dei Magi del Seminario Patriarcale di Venezia.

## Descrizione
La narrazione si articola in due distinte scene, la cui sequenza ha lettura da destra verso sinistra.
Nella prima scena, il Sogno dei Re Magi, alle tre figure, distese e colte nel momento del sonno, appare in sogno l'angelo che, secondo quanto tramandato dal Vangelo secondo Matteo, consiglia loro di non ritornare da Erode e scegliere una via diversa per il ritorno verso casa.
Nella seguente Adorazione i tre Re Magi sono al cospetto del Bambino che siede sulle gambe di una Madonna raffigurata come regina, con la corona. Uno dei Re magi, già in ginocchio, sembra porgere uno dei doni (tradizionalmente oro, incenso e mirra), sebbene non sia possibile dire di più perché, nel corso dei secoli, le mani sono andate perdute. Gli altri Magi, in attesa di essere al cospetto del Redentore, si stanno accingendo all'incontro togliendosi la corona dal capo. Tutto avviene sotto lo sguardo di un padre, Giuseppe, che osserva la scena in disparte.

### Giuseppe

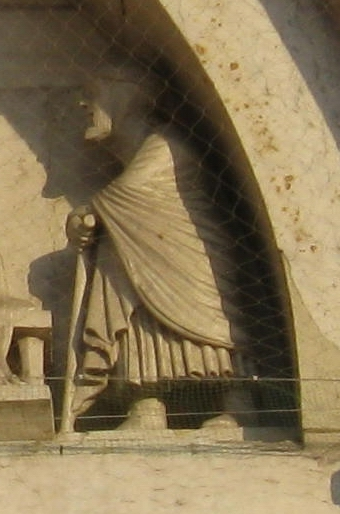
Giuseppe

Alla destra estrema del ciclo è posta la figura di Giuseppe che sembra quasi ricoprire un ruolo secondario nella rappresentazione, così ingobbito e schiacciato sotto l'arco marmoreo che delimita la lunetta. Più piccolo rispetto alle altre figure, in particolare rispetto alla Madonna, sembra relegato a semplice spettatore, appoggiato con le mani incrociate al bastone che lo sorregge e avvolto dal mantello che lo protegge.

### Maria

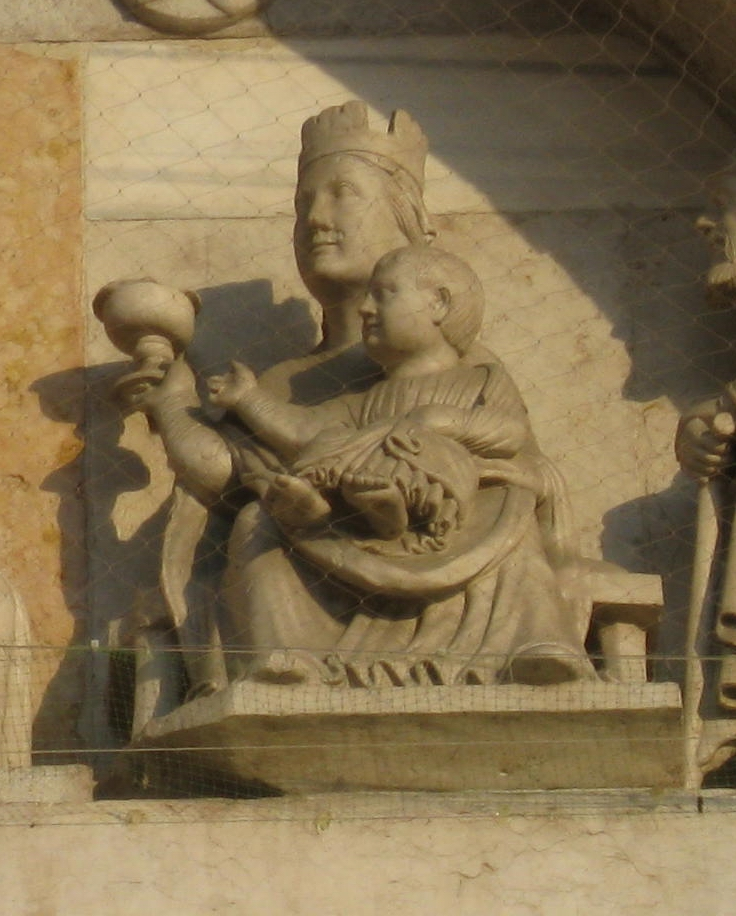
Madonna con Bambino

Maria, tra le figure principali della composizione, è invece seduta e sorregge sulle gambe il Bambino Gesù. La Madonna viene raffigurata come una sovrana coronata: seduta su quello che sembra essere un semplice sedile, appare come assisa su un trono la cui base sporge dal piano della lunetta. Lo sguardo della Madonna non è rivolto ai Magi ma sembra perdersi nell'infinito mentre il suo volto lascia trasparire un leggero sorriso. Sulle gambe sorregge il piccolo Gesù che, scolpito con volto dai lineamenti classici, tende una mano verso la coppa sorretta da Maria. Davanti al Bambino i Magi depongono la loro di corona e lo riconoscono come Rex regis.

### La stella
La stella a sei punte, in bassorilievo, si trova sopra la figura della Madonna, un po' a sinistra rispetto al suo capo. La stella, che sul retro risulta epigrafata, è stata scolpita precedentemente rispetto alle altre figure e probabailmente appartiene ad un blocco marmoreo di scarto e successivamente riutilizzato. Non è da escludere che il blocco di marmo sulla quale è scolpita derivi direttamente dalla chiesa di San Mercuriale andata distrutta nell'incendio del 1173, della quale sono stati probabilmente riutilizzati alcuni componenti per costruire l'edificio attuale.

### I Re Magi

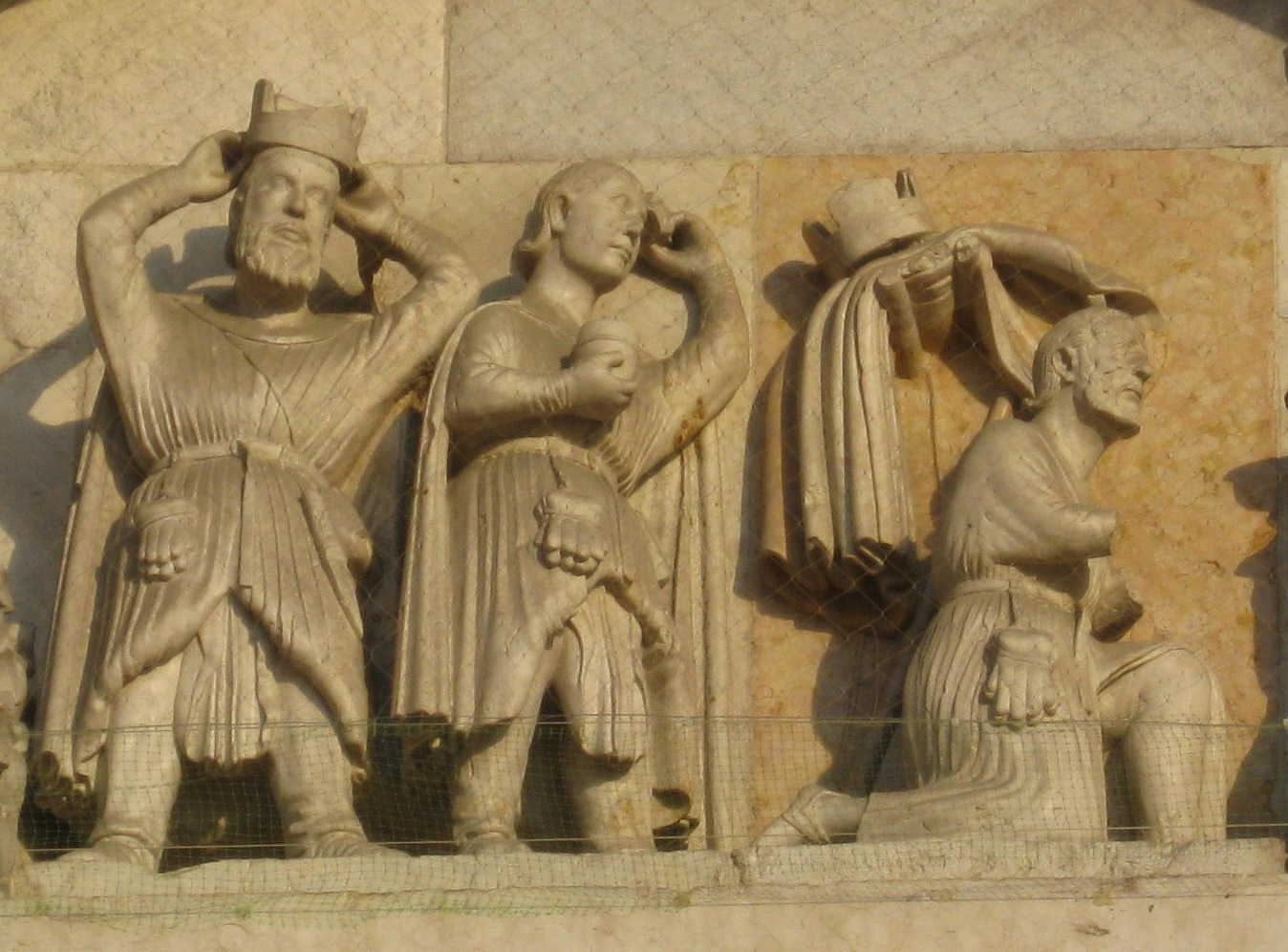
L'Adorazione dei Magi

Solo figure di grande rilevanza nel ciclo scultoreo. Appaiono frettolosamente ritratti nella parte secondaria della lunetta, nel Sogno, mentre sono fortemente caratterizzati nell'Adorazione.
Alle sculture viene data una forte caratterizzazione, decisamente di stampo padano. L'Epifania si svolge nei mesi invernali, e lo scultore, attento ai particolari e realista nella caratterizzazione dei personaggi, non ha dimenticato di dotare di un paio di guanti, mantello e lunghi calzoni ognuno dei tre Magi. I lunghi abiti sono stretti ai fianchi da cinture.

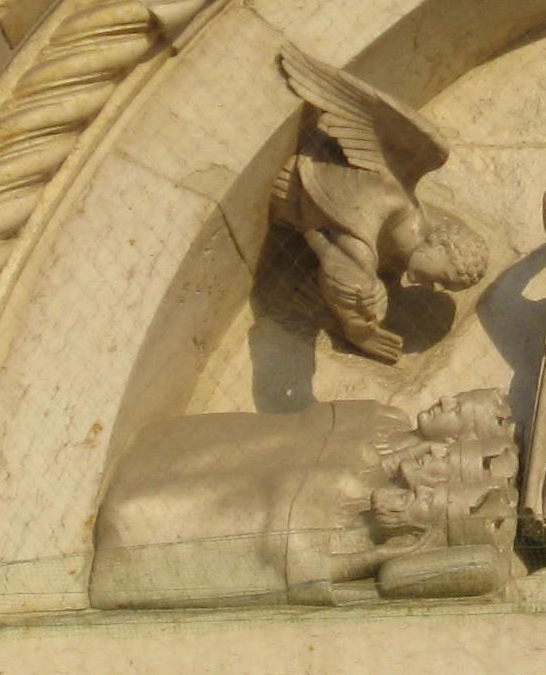
Il Sogno dei Re Magi

I Magi presentano volti ben definiti l'uno dall'altro. Quello inginocchiato di fronte a Maria presenta una corta barba e un'età che sembrerebbe mediana tra quella degli altri due: uno, quello glabro che si trova dietro il magio inginocchiato, sembra essere il più giovane, mentre il terzo, ultimo in ordine di rappresentazione nell'Adorazione, ha una barba più lunga e folta e pare essere il più maturo dei tre. I magi sono rappresentati in ordine spaziale (uno dietro a l'altro) e temporale (la scena sembra mostrare, come fotogrammi successivi, l'ordine con cui si sono avvicendati gli avvenimenti). Il primo Magio ha già deposto mantello e corona. Le braccia di questo, nel corso dei secoli, hanno perso le mani che probabilmente recavano il dono. Il secondo re è ritratto ancora in piedi e sorregge nella mano destra il dono da portare a Gesù bambino mentre con la sinistra sta sollevando la propria corona nell'intento di deporla. Il terzo re, quello più anziano, con entrambe le mani solleva la corona dal capo.
Nella scena del Sogno i tre Magi si trovano, uno accanto all'altro, addormentati e con il capo appoggiato su un guanciale e, anche di notte, cinto da corona. La precisione dei dettagli dell'autore si evidenzia anche nel particolare della mano di ogni re appoggiata al volto come a rendere più realistica l'immagine ritratta. Da evidenziare anche il disegno della coperta: la minuzia dello scultore per i particolari è profonda e ci mostra il lembo superiore ripiegato a formare un ampio orlo.

### L'angelo

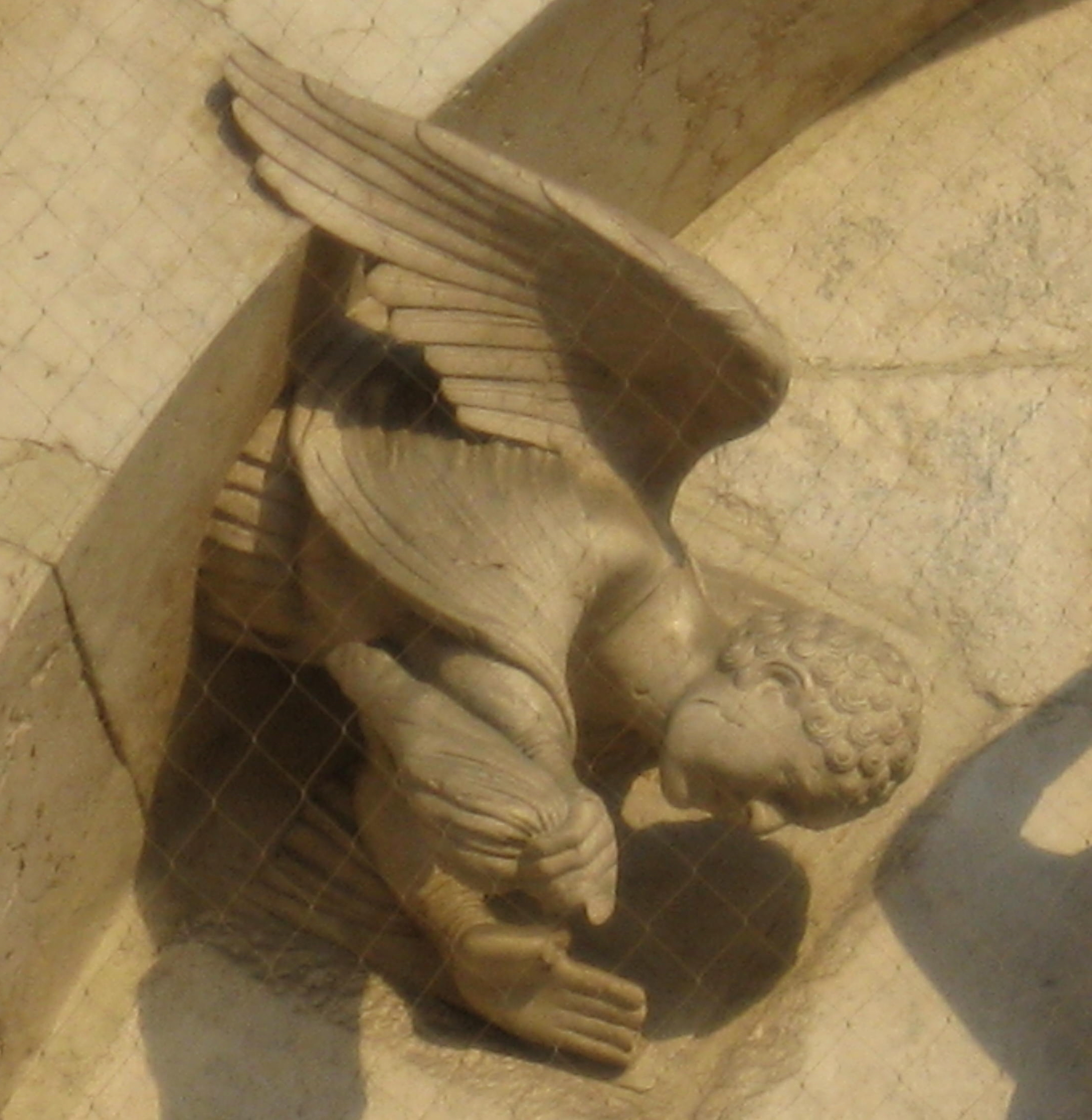
L'Angelo

La figura dell'angelo è la più particolare. È l'unica rappresentata a mezzo busto e il suo corpo esce dalla rigida geometria del blocco di marmo e con la mano sinistra tesa e con il palmo rivolto verso i tre dormienti, li ammonisce, o meglio, li invita a non ritornare al palazzo di Erode a riferire i dettagli del luogo dove trovare il nuovo Re. Presenta l'angelo il capo ricoperto di raffinati riccioli mentre l'ala, minuziosamente intagliata nel marmo, fuoriesce dal contorno del blocco.